# Боян Шаранов
Боян Шаранов (серб. Бојан Шаранов; нар. 22 січня 1987, Вршац) — сербський футболіст, воротар сербського «Партизана».

## Клубна кар'єра
Народився 30 січня 1992 року в місті Вршац. Вихованець юнацьких команд футбольних клубів «Црвена Звезда» та «Олімпіакос».
У дорослому футболі дебютував 2008 року виступами за команду клубу ОФК Белград, в якій провів три сезони.
До складу клубу «Маккабі» (Хайфа) приєднався 2011. За чотири сезони відіграв за команду «Маккабі» (Хайфа) 71 матч у національному чемпіонаті.
Один сезон провів у грецькому клубі «Ерготеліс», зіграв лише тринадцять матчів.

## Виступи за збірні
У 2006 провів один матч у складі юнацької збірної Сербії.
З 2007 по 2009 залучався до складу молодіжної збірної Сербії. На молодіжному рівні зіграв у 9 офіційних матчах.
У 2011 один раз викликався до лав національної збірної.

## Титули
- Володар Кубок Сербії з футболу (1):
  - Партизан: 2016